# Kourpaty

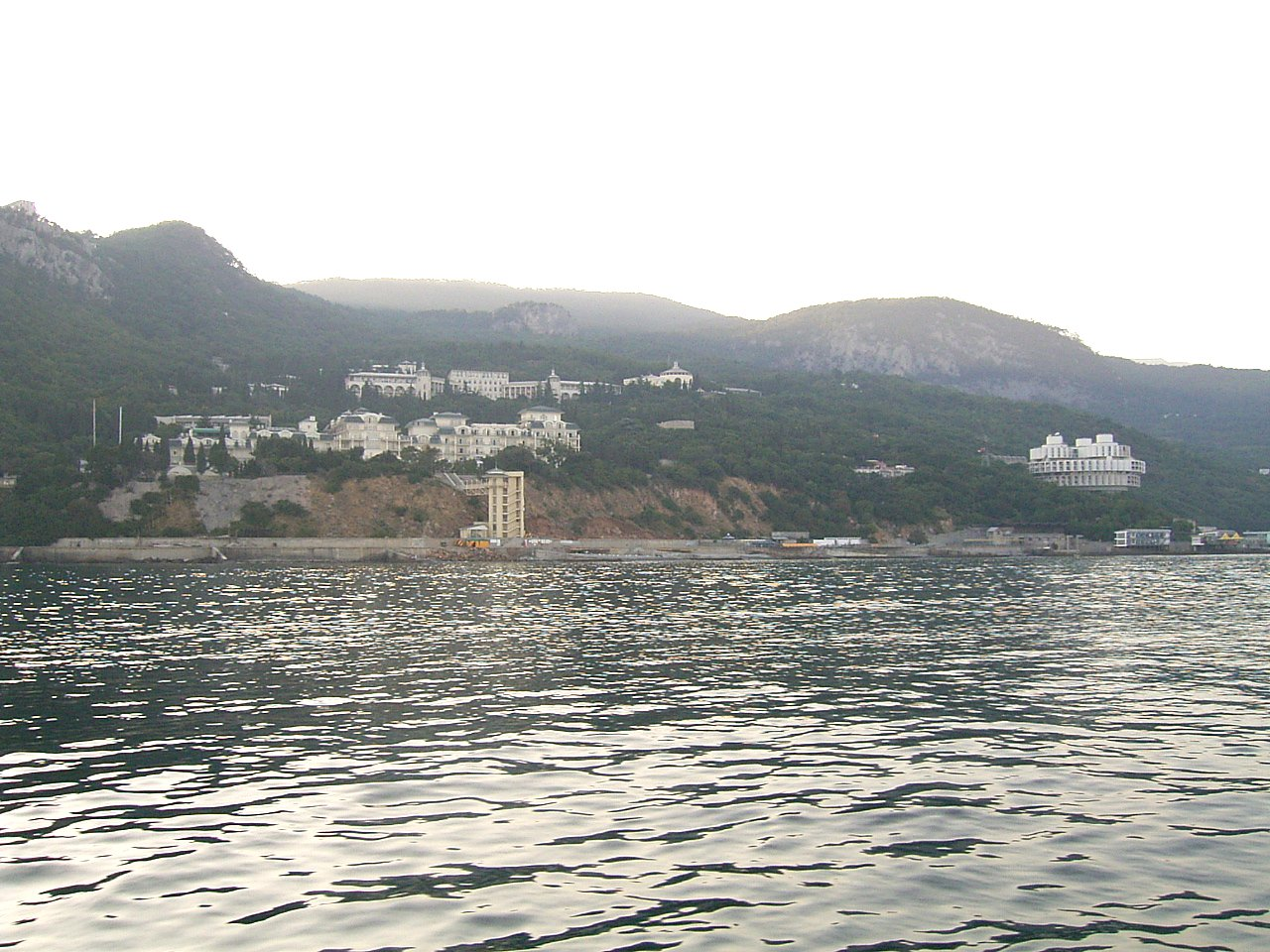
Vue de Kourpaty.

Kourpaty (Курпа́ты) est un village urbain et une station balnéaire du sud de la république autonome de Crimée, en Ukraine, occupée par la Russie depuis 2014 qui appartient à l'agglomération urbaine de Yalta et dépend de la municipalité de Yalta et de la communauté urbaine de Livadia. Sa population à l'année était de 417 habitants en 2013. Le nombre de touristes augmente en été.

## Géographie
L'endroit figure comme hameau en 1968 dans l'annuaire local. Il prend le statut de village urbain en 1971 intégré à la municipalité de Yalta. Il se trouve à 8,5 km au sud de Yalta, entre Oreanda et Haspra. Il est à la limite orientale du parc naturel de Yalta et de la ligne montagneuse des bords de la mer Noire. L'altitude du village (adossé aux montagnes) est de 269 mètres.

## Station balnéaire
La station balnéaire est formée du sanatorium (nom donné aux établissements de repos depuis l'époque soviétique, réservés aux vacanciers par catégorie-socio-professionnelle, pour leurs congés payés) Kourpaty (constitué des bâtiments: Droujba (Amitié) et Palmiro Togliatti), du sanatorium Gorny (Montagneux) (son parc fait partie du patrimoine protégé; il dispose d'un département réservé au repos ou à la convalescence des cosmonautes) et du sanatorium Zolotoï pliaj (Plage d'or), pour des personnes malades des nerfs.

## Illustrations

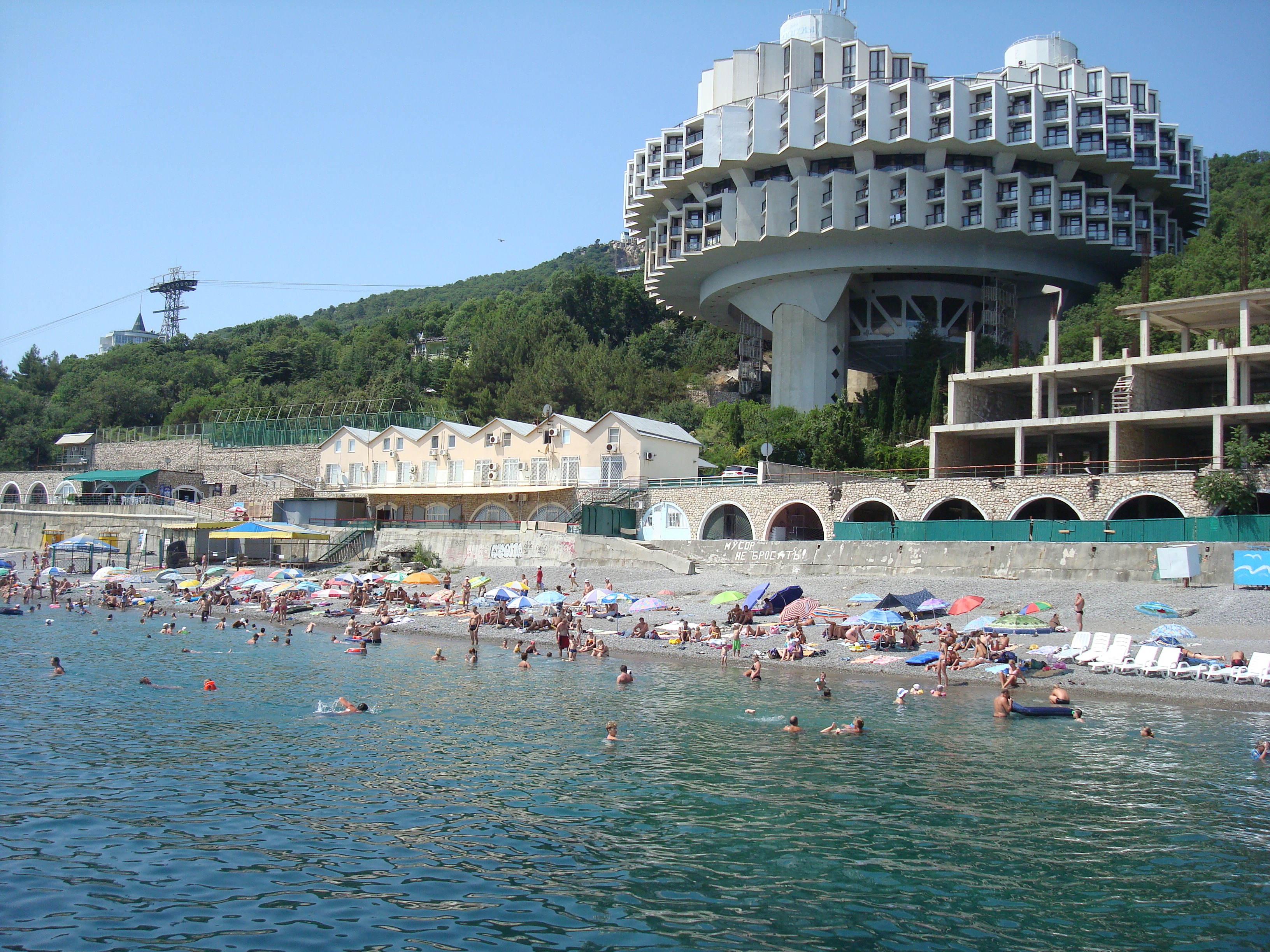
La plage des Sables d'or à Kourpaty
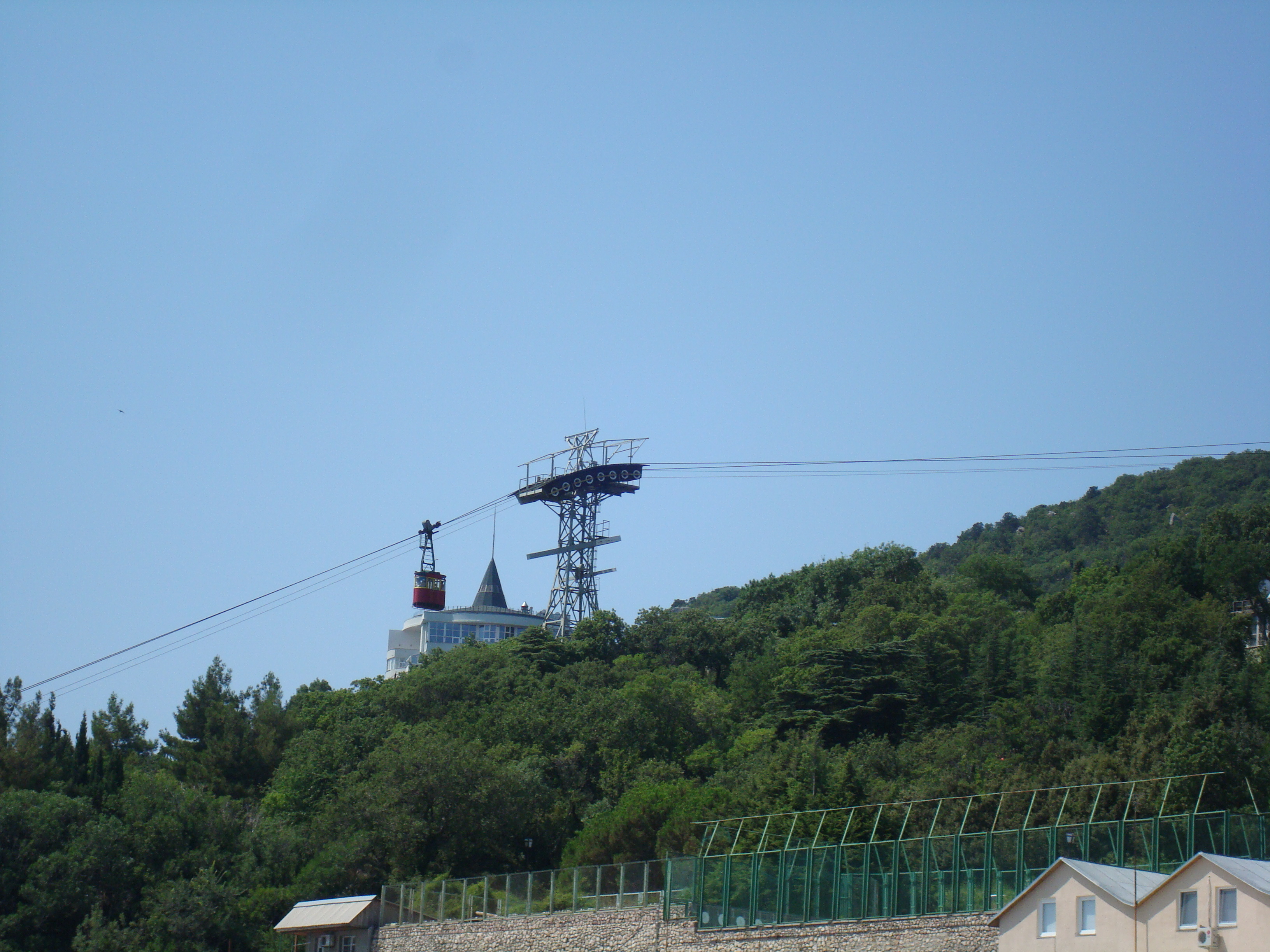
Téléphérique du sanatorium Gorny
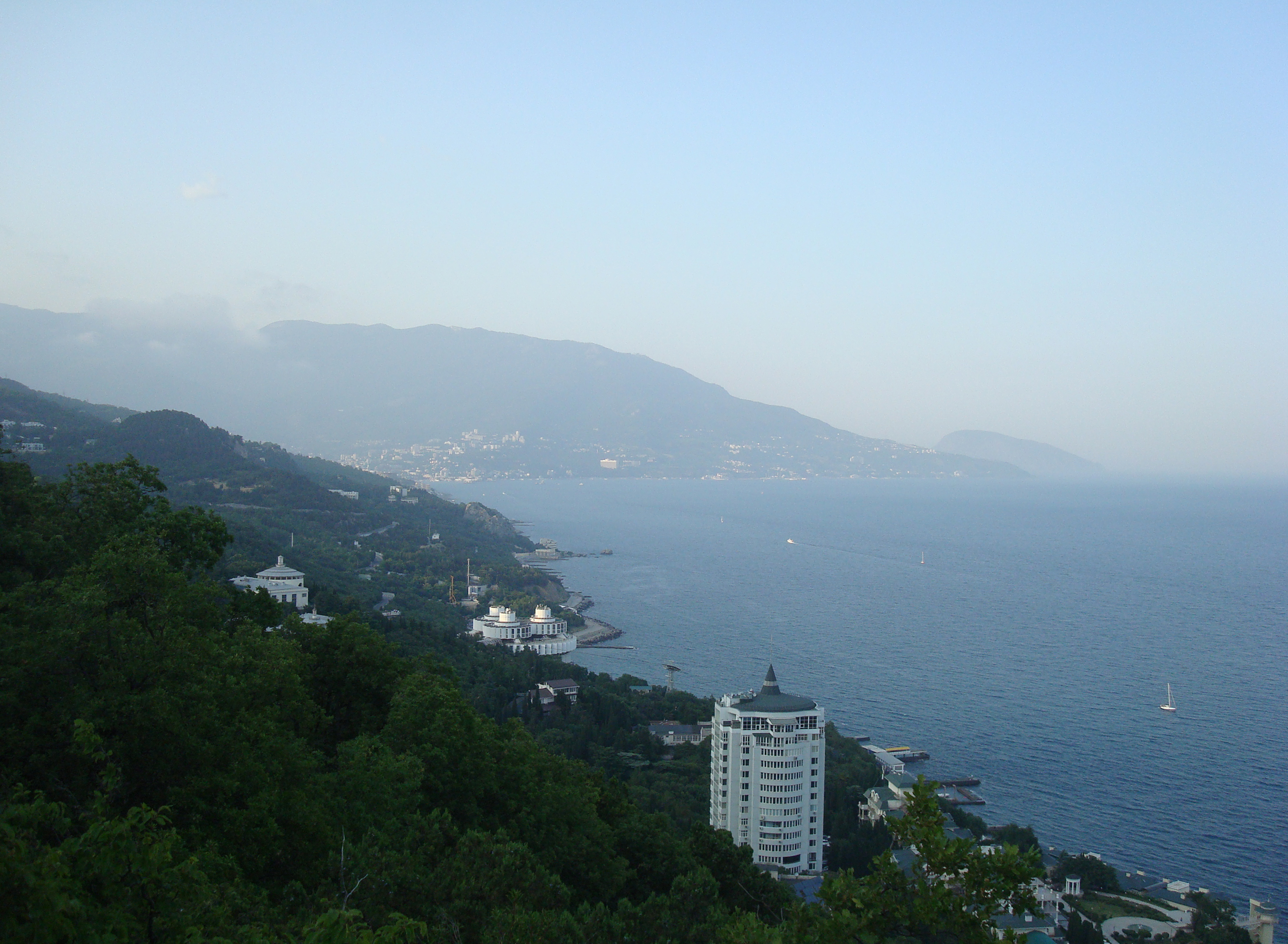
Vue de Kourpaty à partir du Sentier solaire